# Апокатастасис
Апоката́стасис (др.-греч. ἀπο-κατάστᾰσις — «восстановление», от др.-греч. κατά-στᾰσις — «установление, учреждение, устроение») — понятие христианского богословия, использующееся в значении «восстановления» и в значении «восстановления всего», когда с ним отождествляется учение о всеобщем спасении. Впервые используется в Евангелиях: «Илия должен прийти прежде и устроить (греч. ἀποκαταστήσει) всё» (Мф. 17:11).
Учение о всеобщем спасении историческими церквями официально не признаётся, в отличие от некоторых протестантских деноминаций.

## Историческое использование термина
Слово «апокатастасис» в значении восстановления использовалось:
- св. Иустином Философом: «Христос пришёл для восстановления вольных и рабов, даруя одинаковое достоинство всем, кто соблюдает Его заповеди»;
- св. Игнатием Богоносцем, поздравляющим антиохийских христиан с тем, что у них «водворился мир, и восстановилось их малое тело» (Церковь после гонений);
- св. Иринеем Лионским, учившим, что «смерть, одолев человека, удалила от него жизнь и сделала мёртвым, — тем более Жизнь (то есть Христос), овладевая человеком, изгоняет смерть и восстанавливает человека живым Богу»;
- св. Феофилом Антиохийским, учащим о восстановлении животных в «первоначальный образ кротости» после духовного восстановления человека;
- св. Климентом Римским, желающим, чтобы Бог восстановил среди коринфян единство и братскую любовь.

Отдельные положения апокатастасиса как учения о всеобщем восстановлении («восстановлении всего») впервые сформулировал Климент Александрийский. Так, он допускал конечность адских мук, возможность покаяния дьявола и всех грешников, предполагал, что адские муки могут быть очистительным огнём для падших ангелов и людей. Его ученик Ориген более детально развил представления о всеобщем спасении, связав его с рядом спорных предположений (предсуществование душ, спасение нечистых сил через Второе пришествие Иисуса Христа и т. д.).
Учение о всеобщем спасении также было предложено святителем Григорием Нисским. На Пятом Вселенском соборе (553), когда было осуждено учение Оригена, относительно православия свт. Григория не было высказано никаких сомнений. Отцы Собора, очевидно, не считали, что учение святителя содержит какие-либо черты оригенизма, поскольку в богословских построениях свт. Григорий исходил из совершенно иных, нежели Ориген, предпосылок, не разделяя учения Оригена о предсуществовании и перевоплощении душ. Шестой Вселенский Собор (681) включил имя свт. Григория в число «святых и блаженных отцов» (прав. 2), а Седьмой Вселенский Собор (787) назвал святителя «отцом отцов», подтвердив его значение как вселенского учителя веры.
Преподобный Максим Исповедник полагал, что у святителя Григория Нисского этот термин не имеет того смысла, который осуждён христианской церковью, а «употребляется в смысле восстановления познавательных сил человека в то состояние правильного отношения к истине, в каком они вышли из творческих рук своего Создателя».
В истории церкви проблема апокатастасиса не всегда решалась в рамках частного богословского мнения. Когда она оставалась в этих рамках, церковь соборно не осуждала взглядов сторонников апокатастасиса. Так, в течение долгого времени не были осуждены касавшиеся этой проблемы воззрения Оригена, а богословское мнение свт. Григория Нисского вовсе не подвергалось осуждению. Когда же эти взгляды становились привлекательными для многих христиан, например для монахов-оригенистов, Церковь подвергала их строгому осуждению. Учение о всеобщем спасении официально не признаётся в основном в православных церквах, в монофизитских деноминациях и в римо-католической церкви. В то время как вслед за Церковью Востока, которую Мартин Лютер, знакомый с её учением, ошибочно считал православной (намереваясь сблизиться с ней и с православием в целом), лютеранами вначале идея апокатастасиса не отрицалась. Но уже XVII артикул Аугсбургского исповедания разъясняет: «…в Конце Света Христос вновь придёт как Судия и воскресит всех мёртвых. Он дарует всем праведным и избранным вечную жизнь и вечную радость, неправедных же и порочных Он осудит на вечные муки. Наши церкви осуждают анабаптистов, полагающих, что будет конец наказаниям осуждённых и порочных людей». Кроме анабаптистов, лютеранами были осуждены меннониты, моравские братья, социниане и другие конфессии, признававшие учение о всеобщем спасении. Однако это учение проявилось и в последующей истории протестантизма, и некоторыми протестантскими церквями, а также в раскольничьих и сектантских деноминациях идея всеобщего спасения не отрицается. Также идея апокатастасиса неофициально признаётся некоторыми известными православными и католическими богословами. Но Фотий Константинопольский заметил в «Мириобиблионе»: «То, что у святителя Григория, епископа Нисского, сказано о восстановлении (περι αποκαταστάσεως), Церковью не принимается».
Эсхатологическая судьба мира представлялась в духе апокатастасиса также в рамках гностического учения Василида Александрийского. В XIX—XX веках учение о всеобщем спасении было подхвачено универсалистами, которые есть во многих протестантских церквах, в том числе формально придерживающихся Аугсбургского исповедания.

## Идея апокатастасиса в русской религиозной философии
Существует несколько примеров мыслей русских религиозных философов, подобных идее апокатастасиса. Николай Фёдоров (основная идея которого — это всеобщее воскрешение) говорил, что в христианской нравственности "одни будут наказаны вечными муками, другие созерцанием этих мук". Владимир Соловьев говорил о гнусности догмата о вечных муках и что осуждение одного существа равносильно осуждению всех. Сергей Булгаков говорил, что Бог найдет способы увлечь всех достоинством добра. Виктор Несмелов говорил, что Бог не может воскресить грешников "только затем, чтобы показать над их жалким убожеством свою абсолютную силу и власть", что высоко оценил Николай Бердяев в докладе "Опыт философского оправдания христианства": «По благородному учению Несмелова, могут быть очищены и спасены и язычники, и умершие, и даже падшие духи». Сам Бердяев писал: «...в новый мир войдут все элементы нашего мира, но преображенные, ничто не уничтожится, но все просветлится».